# 电动车的复仇
《电动车的复仇》（英語：Revenge of the Electric Car）是一部2011年上映的美国纪录片。该片由克里斯·潘恩执导，主要聚焦于电动车行业的的复兴。从几位企业家的角度讲述了特斯拉汽车、日产、通用汽车等公司在金融危机后电动汽车市场的博弈。
本片于2011年4月22日世界地球日当天的2011年翠贝卡电影节上全球首映，2011年10月21日在影院上映。本片上映后得到评论界多数的好评。

## 概要
《电动车的复仇》由克里斯·潘恩执导，他还是纪录片《谁消灭了电动车？》的导演。该纪录片由斯特凡诺·杜尔迪奇（Stefano Durdic）担任执行制片人，PG·摩根（PG Morgan）和杰西·迪特（Jessie Deeter）担任制片人。
本片讲述了四位企业家从2007年到2010年底的故事，他们在2008年全球经济衰退的背景下努力将电动汽车重新带回世界市场。这部电影在制作期间对特斯拉公司联合创始人埃隆·马斯克有着前所未有的接触。当时的马斯克和特斯拉在实现“没有汽油的汽车公司”的梦想的道路上遭遇了数次严重挫折。他的对手包括魅力十足的鲍勃·卢茨，2008年通用汽车破产时的副董事长，该公司因为过度关注卡车和SUV，而非节能和电动汽车，部分导致了其破产。马斯克和卢茨还要面临来自卡洛斯·戈恩的挑战，戈恩被认为是挽救濒临破产的雷诺-日产的功臣，并且当时承诺投入10亿美元，誓要在纯电动领域击败丰田。另一位关键人物是钢铁制造艺术家、工匠、道具制作人和电视名人格雷格·阿伯特，他以“牧师小工具”闻名，在加州提倡独立电动汽车改装的理念。影片中还采访了演员丹尼·德维托，他是电动汽车爱好者，拥有一辆雪佛兰Volt以及之前命运多舛的通用汽车EV1。此外，网络企业家、特斯拉客户杰森·卡拉卡尼斯也出现在影片中。
2006年的电影《谁杀死了电动车？》以加州清洁空气计划中的5000辆电动汽车，尤其是通用的EV1电动车被销毁为结尾。而这部新影片则记录了2010年代初电动汽车新一代的重生，包括雪佛兰Volt、日产Leaf和特斯拉Roadster。

## 发行与反响
这部纪录片于2011年4月22日世界地球日当天在翠贝卡电影节上首映。大卫·杜楚尼、伊隆·马斯克、卡洛斯·戈恩和鲍勃·卢茨亲自出席首映礼。影片于2011年10月21日在洛杉矶和纽约正式上映，随后在各大主要大都市地区陆续公映。
《电动车的复仇》获得了大多好评。ABC的影评称赞了这部电影，评论道：“尽管你可能期待这是一部关于技术的故事，但它实际上是关于人的故事……[这四位企业家]的故事被巧妙地编织在一起，每个人都以自己的声音呈现。”《今日美国》写道：“ 对于每一个对汽车感兴趣的人来说，《电动车的复仇》都是必看的电影。”《卫报》指出，这部电影“不仅仅是对量产汽车背后博弈的快照。《电动车的复仇》深入探讨了商业领袖在最近经济历史上最困难时期之一中挣扎的内心世界……（它）在故事展开时捕捉到了丰富的自然张力。”